# Écoutez d'où ma peine vient
Albums de Alain Souchon
La Vie Théodore
(2005) Alain Souchon est chanteur
(2009)
Écoutez d'où ma peine vient est le 12e album studio d'Alain Souchon sorti en 2008. Alors qu'il ne voulait écrire qu'une ou deux chansons pour un documentaire télévisé (Le chanteur d'à côté diffusé sur France 3), Souchon sort finalement un album entier le 1er décembre 2008. Cet album est marqué par l'absence de son compère habituel Laurent Voulzy, occupé cette année sur son album Recollection, à l'exception de la chanson cachée Popopo.
Sur la pochette de l'album, il apparaît au côté de son âne Grisette, cadeau de son ami Laurent Voulzy,.
La chanson Parachute doré sera diffusée gratuitement en téléchargement sur son site internet, avant la sortie de l'album.

## Titres
| 1.    | Rêveur                               | Alain Souchon et David McNeil | Alain Souchon                   | 4:22 |
| 2.    | Les Saisons                          | Alain Souchon                 | Alain Souchon                   | 3:26 |
| 3.    | Écoutez d'où ma peine vient          | Alain Souchon                 | Alain Souchon                   | 3:02 |
| 4.    | Elle danse                           | Alain Souchon                 | Alain Souchon                   | 3:56 |
| 5.    | La Compagnie                         | Alain Souchon                 | Alain Souchon                   | 4:45 |
| 6.    | 8 m2                                 | Alain Souchon                 | Alain Souchon                   | 3:17 |
| 7.    | Parachute doré                       | Alain Souchon et David McNeil | Alain Souchon et Pierre Souchon | 4:08 |
| 8.    | Sidi Ferouch                         | Alain Souchon                 | Alain Souchon et Pierre Souchon | 3:31 |
| 9.    | Oh la guitare                        | Poème de Louis Aragon         | Alain Souchon                   | 3:34 |
| 10.   | Bonjour tristesse (nouvelle version) | Alain Souchon                 | Alain Souchon                   | 3:16 |
| 11.   | Popopo (chanson cachée)              | Alain Souchon                 | Laurent Voulzy                  | 4:17 |
| 41:34 |                                      |                               |                                 |      |

## Personnel

### Musiciens
- Alain Souchon : chant
- Ludovic Bruni : guitares
- Laurent Vernerey : basse
- Vincent Taeger : batterie
- Vincent Taurelle : claviers
- Denis Benarrosh : percussions sur la chanson Elle danse
- Maud Chabanis : chœurs sur la chanson Elle danse
- Hindi Zahra : chœurs sur la chanson Sidi Ferouch

### Réalisation
- Renaud Letang : réalisation, mixage et arrangement
- Thomas Moulin : enregistrement et mixage
- Vincent Taurelle : arrangement
- Lisa Roze : photos
- Raymond Ford : design

## Classements et certifications
| Pays                | Meilleure position | Certification |
| ------------------- | ------------------ | ------------- |
| France              | 1                  | 3 × Platine   |
| Belgique (Wallonie) | 2                  | Or            |
| Suisse              | 27                 |               |